# Branden i Ürümqi 2022
Branden i Ürümqi 2022 inträffade den 24 november 2022 i ett bostadshöghus i Ürümqi i Xinjiang, Kina. Majoriteten av de boende var uigurer. Lokala myndigheter rapporterade att tio människor dödades och ytterligare nio skadades, även om vissa var oroade för underrapportering. Journalister ställde frågor om huruvida Kinas strikta tillämpning av noll-COVID-policyn hindrade invånarna från att lämna byggnaden eller störde brandmännens ansträngningar. Kinesiska myndigheter har förnekat dessa påståenden. Branden har kallats en utlösare av protester i flera städer runt om i Kina, som riktade sig mot noll-COVID-politiken, men protesterna krävde i flera fall också ett slut på det kinesiska kommunistpartiets (KKP) enpartistyre och generalsekreterare Xi Jinpings avgång.